# فسيفساء رحوب

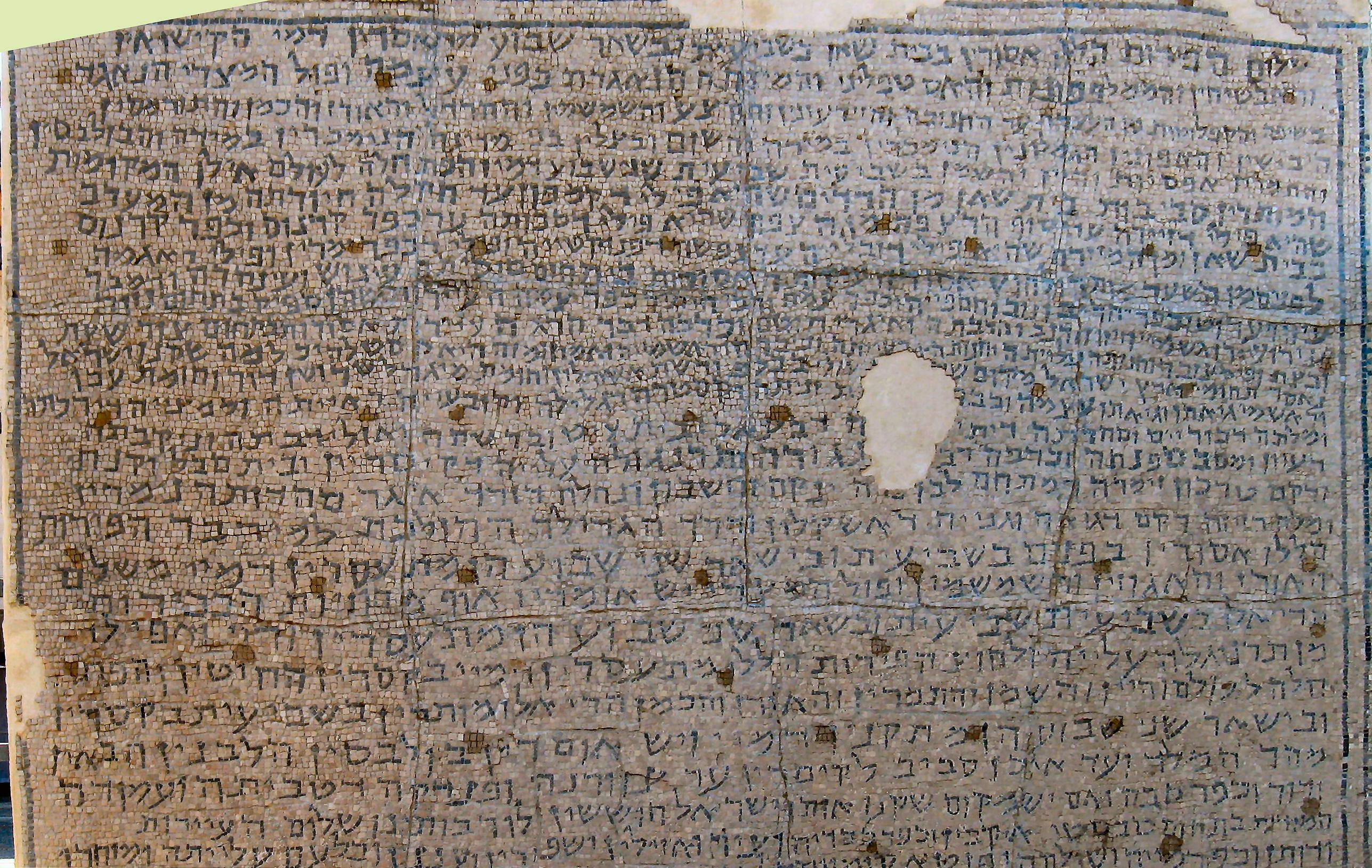
فسيفساء رحوب

فسيفساء رحوب، والمعروفة أيضًا باسم نقش تل رحوف و باريتا الحدود، هي فسيفساء من أواخر القرن الثالث حتى السادس الميلادي. اكتُشفت في عام 1973 ، مُطعّمة على أرضية بهو أو مجاز كنيس قديم قرب تل رحوف، الذي يقع على بعد 4.5 كيلومترات (2.8 ميل) جنوب بيسان ونحو 6.5 كيلومترات (4.0 ميل) غرب نهر الأردن، تحتوي على أطول نص مكتوب مُكتشَف حتى الآن في أي فسيفساء في فلسطين، وأقدم نص تلمودي معروف.
على خلاف اللوحات الفسيفسائية الأخرى الموجودة في المنطقة، تحتوي فسيفساء رحوب على القليل جدًا من التصاميم المزخرفة والأنماط المتناسقة، ولكنها فريدة من نوعها بسبب الكلام المنقوش عليها، الذي حاز على اهتمام العلماء بكونه من أهم المكتشفات المكتوبة في إسرائيل في القرن الماضي.
يلقي نصه الضوء على الجغرافيا التاريخية (أسماء المواقع الجغرافية) لفلسطين خلال الفترات الرومانية والبيزنطية المتأخرة، وكذلك على الانقسامات الإثنية بين السكّان اليهود وغير اليهود في فلسطين في نفس الفترات، وعلاقتهم ببعضهم البعض، وعلى وجه التحديد يسلط الضوء على المنتجات الزراعية المزروعة، والقانون اليهودي الذي ينظم التعامل مع هذه المنتجات الزراعية في مناطق مختلفة.
هذه المناطق الثمان هي: منطقة سكيثوبوليس (بيسان حديثًا)، وغور الأردن (أطول فقرة)، وسوسيتا (هيبوس)، والقرى المجاورة لها على الضفة الشرقية لبحيرة طبريا، ونوى (نافيه) في المقاطعة الرومانية العربية البترائية، وصور والمدن المجاورة لها من الجنوب، و«أرض إسرائيل» التي تم تناولها في ثاني أطول فقرة، تليها مدن بانياس الحولة وقيسارية ماريتيما، وتنتهي بالقرى بجوار سبسطية.
يسعى النص من خلال تحديده لحدود أرض إسرائيل إلى ترسيخ الوضع القانوني للبلد في أجزائه المختلفة كما كان وقت عودة اليهود من السبي البابلي، وما إذا كانت المنتجات الزراعية المحلية التي يحصل عليها اليهود من يهود آخرين، أو من غير اليهود والسامريين، تعفى أو تلزم بالقيود المطبقة على منتجات السنة السابعة، وعلى المنتجات المشكوك فيها (دماي דמאי). تصف الفسيفساء أيضًا أنواعًا مختلفة من الفواكه والخضروات التي كانت تزرع في البلاد في ذلك الوقت، والقوانين التي كانت تُطبَّق حينها.

## نبذة تاريخية
حافظت القرية اليهودية التي تعود للفترات الرومانية والبيزنطية المتأخرة والتي تقع على بعد نحو كيلومتر واحد (نصف ميل) شمال غرب تل رحوف على الاسم القديم رحوف (بالعبرية) أو روب (باللاتينية).
وفقًا للمنقب إف. فيتو F. Vitto، خضع كنيس القرية لثلاث مراحل من البناء والترميم: أولًا شُيَّد كقاعة بازيليكالية في القرن الرابع الميلادي، دُمرت بالنيران وأعيد بناؤها في القرن التالي، مع إضافة بيماه (منصة مرتفعة)، وأرضية فسيفساء جديدة وطلاء جصّي للجدران والأعمدة، المزينة بالعديد من النقوش، والمرحلة الأخيرة، التي يرجع تاريخها إلى القرن السادس أو السابع الميلادي، عندما أضيف المجاز ووضعت النقوش الهلاخاهية على أرضيته. ذكر آخرون إنشاء النقوش هلاخاهية في النهاية القريبة للقرن الثالث الميلادي. ومن المحتمل أن الكنيس هُجر بعد أن دُمر في زلزال.
شُغِل موقع القرية اليهودية القديمة في وقت لاحق من قبل قرية فرونه العربية، هذا الأمر موثق على الأقل منذ الفترة العثمانية، لتُهجَر بعدها خلال حرب عام 1948. تأسست كيبوتس عين هانيتسيف في عام 1946 على أرض الموقع القديم. اُكتشفَت بقايا الكنيس القديم لأول مرة من قبل أعضاء كيبوتس عين هانيتسيف أثناء تحضير أراضيهم للزراعة في أواخر الستينيات. كشفت حفريات أثرية بالموقع في عام 1973، أجراها فريق بقيادة فاني فيتو من دائرة الآثار الإسرائيلية، الفسيفساء ومحتواها، التي تُعرض الآن في متحف إسرائيل بالقدس.

## وصف الفسيفساء
صُنعَت الفسيفساء من قطع صغيرة من حجر جيري أسود على خلفية بيضاء، بقياس 4.30 × 2.75 متر (14.1 × 9.0 قدم)، مع نص مكتوب على 29 سطرًا، يتكون من 350 كلمة، بمتوسط طول 4 أمتار (13 قدمًا) لكل سطر.
يبدأ بالتحية «شالوم» -سلام! متبوعة بنص هلاخاهي طويل، وينتهي بالتحية «شالوم»، يليها ملحق، سُردت فيه بعض البلدات الثمانية عشر بالقرب من سبسطية (مدينة السامرة القديمة)، التي كانت الفواكه والخضروات فيها مُعفاة من العشور والقيود المطبقة على منتجات السنة السابعة. هناك القليل من التوحيد في حجم الحروف، وهجاء بعض الكلمات غير صحيح. تحتوي أجزاء من النص الرئيسي على عناصر مرتبطة بالأدب الحاخامي من أواخر القرن الثاني، وخاصة تلك الموجودة في توسيفتا (شيفيت 4: 8-11)، والتلمود اليروشلمي (ديميه 2: 1 شيفيت 6: 1)، وسيفيري في سفر التثنية 11:24، لكن فسيفساء رحوب تتوسّع خارج مضمون كل من النصوص السابقة. اُستخدَم النص الأقدم في فسيفساء رحوب لتصحيح الأخطاء عند نقل النصوص الحاخامية الموجودة.

## الخلفية القانونية (هالاخاه)
لا يمكن فهم النص الموجود في فسيفساء رحوب إلا في سياق القانون اليهودي هالاخاه في ذلك الوقت، الذي تضمّن تطبيق النظام العشري على المنتجات الزراعية لستة أعوام من دورة مدتها سبع سنوات، وكذلك التقيد ببنود قانون السنة السابعة على نفس المنتج مرة واحدة كل سبع سنوات. طُبّق النظام أيضًا في الأراضي التي استقر فيها اليهود العائدون من الأسر البابلي. بحسب المبدأ الأساسي في القانون اليهودي، عندما عاد اليهود المنفيون من الأسر البابلي في القرن الرابع قبل الميلاد، فإن مساحة الأراضي التي أعيد توطينهم فيها في الجليل وفي يهودا لم تكن متساوية، ولم تتجاوز الأراضي التي احتلتها إسرائيل أصلًا في وقت يشوع بن نون، ويشار إليهم بشكل أكثر شيوعًا باسم «أولئك الذين خرجوا من مصر».
كان لإعادة هيكلة الحدود (على الرغم من أنها لا تزال جزءًا من أرض إسرائيل التوراتية الصحيحة) تطبيق هام، فالأماكن التي استقر فيها غير اليهود في الأرض (سواء الفينيقيون أم السوريون أم الإغريقيون أم غير ذلك) ولم تؤخذ من قبل اليهود، لا تعتبر أرضًا مقدسة، وبالتالي الفواكه والخضروات التي تُزرع في مثل هذه الأماكن ويشتريها اليهود، تعتبر معفاةً من قوانين العشور وقيود السنة السابعة. في المقابل، إذا اشترى غير اليهود فواكه أو خضروات من اليهوديين في أماكنهم الخاصة ونقلوها إلى أماكن غير مقدسة من أجل بيعها في الأسواق، فإنها تخضع لقوانين العشور، وتسمّى دماي (דמאי، تعني منتجات مشكوك بها) من قبل المشترين اليهود المحتملين.
الفواكه والخضروات المذكورة في فسيفساء رحوب (كما هو موضح بالتفصيل في التلمود اليروشلمي) لم تزرع محليًا في بيسان، بل نُقلَت إلى هناك من أماكن سكنها اليهود. كانت بيسان مدينة حدودية على طول الجهة الشرقية للبلاد مع شرق الأردن. اُعتبرت الفواكه والخضراوات المزروعة محليًا في بيسان معفية من قانون العشور، في عهد الحاخام يهوذا هانسي، لأنّ اليهود لم يستقروا فيها في البداية عند عودتهم من بابل، بل انضمّوا إلى السكّان المحليين في وقت لاحق.

## وصلات خارجية
- Description of Archaeological Site in Tel Farwana